# أندرو كوبر
أندرو كوبر (بالإنجليزية: Andrew Cooper) هو مجدف أسترالي، ولد في 23 ديسمبر 1964 في ملبورن في أستراليا.

## وصلات خارجية
- أندرو كوبر على موقع الاتحاد الدولي للتجديف (الإنجليزية)
- أندرو كوبر على موقع اللجنة الأولمبية الدولية (الإنجليزية)
- أندرو كوبر على موقع أوليمبيديا (الإنجليزية)
- أندرو كوبر على موقع اللجنة الأولمبية الأسترالية (الإنجليزية)
- أندرو كوبر على موقع اتحاد ألعاب الكومنولث (مؤرشف) (الإنجليزية)
- أندرو كوبر على موقع قاعة أستراليا للمشاهير الرياضية (الإنجليزية)